# Ferdinand Chalandon
Ferdinand Chalandon (nascut el 10 de febrer del 1875 a Lió i mort el 31 d'octubre del 1921 a Lausana) fou un historiador francès.

## Biografia
Chalandon, bizantinista, antic alumne de l'École des Chartes i membre de l'Escola Francesa de Roma (1899–1901), és conegut sobretot pels seus estudis sobre els normands del sud d'Itàlia.
Una de les seves principals obres es titula Histoire de la domination normande en Italie et en Sicile ('Història del domini normand a Itàlia i Sicília'). Tot i que fou escrita a principis del segle XX, aquesta obra sobre el període normand del sud d'Itàlia (1016–1194) es manté com una referència important per als historiadors i les persones interessades en aquest període. El 1909, aquest treball li valgué el Gran Premi Gobert de l'Acadèmia Francesa.

## Obres destacades
- Essai sur le règne d'Alexis Ier Comnène (1081-1118). París: A. Picard. 1900 (lire disponible al web Gallica de la BnF).
- La diplomatique des Normands de Sicile et de l'Italie méridionale. Mélanges d'archéologie et d'histoire de l'École française de Rome, 1900.
- Numismatique des Normands en Sicile, 1903.
- Histoire de la domination normande en Italie et en Sicile. París: A. Picard. 1907. Volum I i Volum II — (traducció italiana: Storia della dominazione normanna in Italia ed in Sicilia, 3 vol., Alife, 1999-2001).
- Jean II Comnène, 1118-1143, et Manuel I Comnène, 1143-1180. París: Alphonse Picard et Fils. 1912.
- Histoire de la Première Croisade jusqu'à l'élection de Godefroi de Bouillon, París, Picard, 1925, 380 pàg.